# Carsina undulifera
Carsina undulifera là một loài bướm đêm trong họ Noctuidae.